# Соціалістична ліва партія (Норвегія)
Соціалістична ліва партія (норв. Sosialistisk Venstreparti, SV) — норвезька демократична соціалістична політична партія.

## Історія

### Консолідація лівих соціалістів
Попередницею нинішньої Соціалістичної лівої партії Норвегії була Соціалістична народна партія (Sosialistisk Folkeparti), утворена в 1961 році лівими соціалістами (фракція «Оріентерінг», що випускала однойменну газету), різко виступали проти членства в НАТО і тому розійшлися з керівництвом Норвезької робочої партії з цього та інших принципових питань зовнішньої політики. До 1969 року партія увійшла в конфлікт з молодіжним крилом — Соціалістичною молодіжною лігою (Sosialistisk Ungdomsforbund, SUF), яка перейшла на позиції революційного марксизму і зайняла маоїстську орієнтацію. Прийнявши назву Соціалістична молодіжна ліга (марксистсько-ленінська), вона ініціювала створення Робочої комуністичної партії (марксистсько-ленінської).
У 1969 році Соціалістична народна партія, яка втратила на виборах в Стортинг всі свої місця в парламенті, виступила за створення виборчого блоку лівих сил. У переговорах про утворення Соціалістичного виборчого союзу (Sosialistisk Valgforbund), крім народних соціалістів взяли участь комуністи, представники Демократичної соціалістичної партії, незалежні соціалісти, в тому числі з «Інформаційного комітету Руху трудящих проти членства Норвегії в Європейському співтоваристві». Переговори тривали 16 днів, але закінчилися успішно. Незважаючи на скептицизм багатьох політиків і експертів, які пророкували лівосоціалістичній коаліції швидкий розвал через внутрішні міжусобиці, в 1973 році Соціалістичний виборчий союз зміг отримати на виборах 11,2 % голосів і 16 мандатів з 155. Одночасно більш радикальний Червоний виборчий альянс, утворений навколо маоїстів з РКЛ (м-л), отримав лише 0,4 %. Успішний виступ Соціалістичної виборчої ліги на виборах призвело до появи ідеї створення єдиної лівосоціалістичної партії, що і було зроблено в 1975 році.
Створення Соціалістичної лівої партії не обійшлося без труднощів. Найбільшою проблемою стало небажання комуністів ухвалити рішення про саморозпуск і вливатися в нову організацію, бо це, на їхню думку, могло призвести до смерті революційного руху. Решта учасників коаліції проголосували за створення єдиної партії, до них приєдналася і група членів компартії, включаючи її голови Рейдар Ларсена. На вибори 1977 року ліві соціалісти пішли без комуністів і повторити свій успіх не змогли, зберігши лише 2 місця в Стортингу.
У партії загострилися внутрішні конфлікти, зокрема, була зроблена спроба виключити соціал-демократичне крило. Серйозною проблемою стало звинувачення двох депутатів від партії в тому, що вони співпрацювали з Третім Рейхом під час Другої світової війни. Все ж популярність Соціалістичної лівої партії під керівництвом Тео Корітцінского повільно, але зростала. У 1989 році партія, виступаючи під гаслами скорочення безробіття, роззброєння, боротьби за мир, зеленої політики і досягнення економічної рівності, повторила успіх 1973 року, отримавши 10,1 % голосів і 17 місць в парламенті.

### Криза та пік популярності

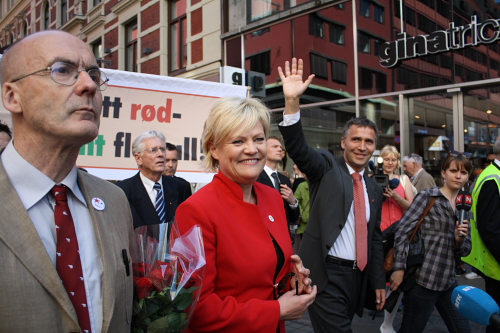
Першотравнева демонстрація в 2009 році. Лідер СЛП Крістін Халворсен (по центру) з прем'єр-міністром Єнсом Столтенбергом (праворуч) з Норвезької робочої партії і Ерлінгом Фольквордом (зліва) з «Червоних».

На початку 1990-х років популярність партії знову знизилася. Так, вона втратила більшу частину своїх виборців-євроскептиків, яких привабила на свою сторону Партія Центру, активно боролася проти членства Норвегії в Європейському Союзі. У самій партії загострилися протиріччя між лівим і правим крилом. Соціалістичне крило партії було стурбоване тим, що лідер партії Ерік Солхейм виступає за формування коаліції з Робочою партією і центристами. На думку більш радикальних членів партії, соціал-демократична політика Солхейма привела до сильного зсуву партії до центру, в результаті чого вона майже перестала відрізнятися від лейбористів. В результаті, в 1997 році Солхейм був змушений піти у відставку, залишившись помітною фігурою в політичному і міжнародному (як посередник у мирному врегулюванні у Шрі-Ланці) житті.
У 1997 році Соціалістичну ліву партію очолила Крістін Халворсен. Новий лідер основну увагу стала приділяти проблемам освіти, дітей та молоді. Ліберальна економічна політика першого кабінету Єнса Столтенберга, зокрема, проведення приватизації, призвела до загострення протиріч всередині Робітничої партії викликала відтік лівих виборців від лейбористів до соціалістів. В результаті, на парламентських виборах 2001 року Соціалістична ліва партія домоглася рекордно високого результату, отримавши 12,5 % голосів і завоювавши 23 місця в Стортингу — на тлі лише 24,3 % голосів, відданих за Норвезьку робітничу партію. На місцевих виборах 2003 року на регіональному рівні за Соціалістичну ліву партію було віддано 13 % голосів. До початку 2005 року понад 20 % норвезьких виборців готові були голосувати за лівих соціалістів.

### У «Червоно-зеленої коаліції»
На початку 2005 року лейбористи, центристи і соціалісти домовилися про створення після виборів коаліційного уряду, який отримав назву «Червоно-зелена коаліція». Невеликі радикальні фракції всередині Соціалістичної лівої партії назвали майбутню коаліцію «Червоно-сірою», вважаючи екологічну політику Робочої і Центристської партій недостатньо радикальною. Самі вибори для лівих соціалістів виявилися не дуже вдалими. Партія, ще на початку серпня мала найбільший прогрес в опитуваннях громадської думки, за підсумками голосування було визнано поряд з Консервативною партією головними невдахами виборів. Соціалісти отримали всього 8,8 % голосів і 15 депутатських мандатів, а також 5 міністерських постів в уряді з 19 — на один більше, ніж Партія Центру. Багато дослідників вважають, що Соціалістична ліва партія розчарувала багатьох потенційних виборців співпрацею з лейбористами і центристами. Погані результати виборів призвели до внутрішньої боротьби в партії.

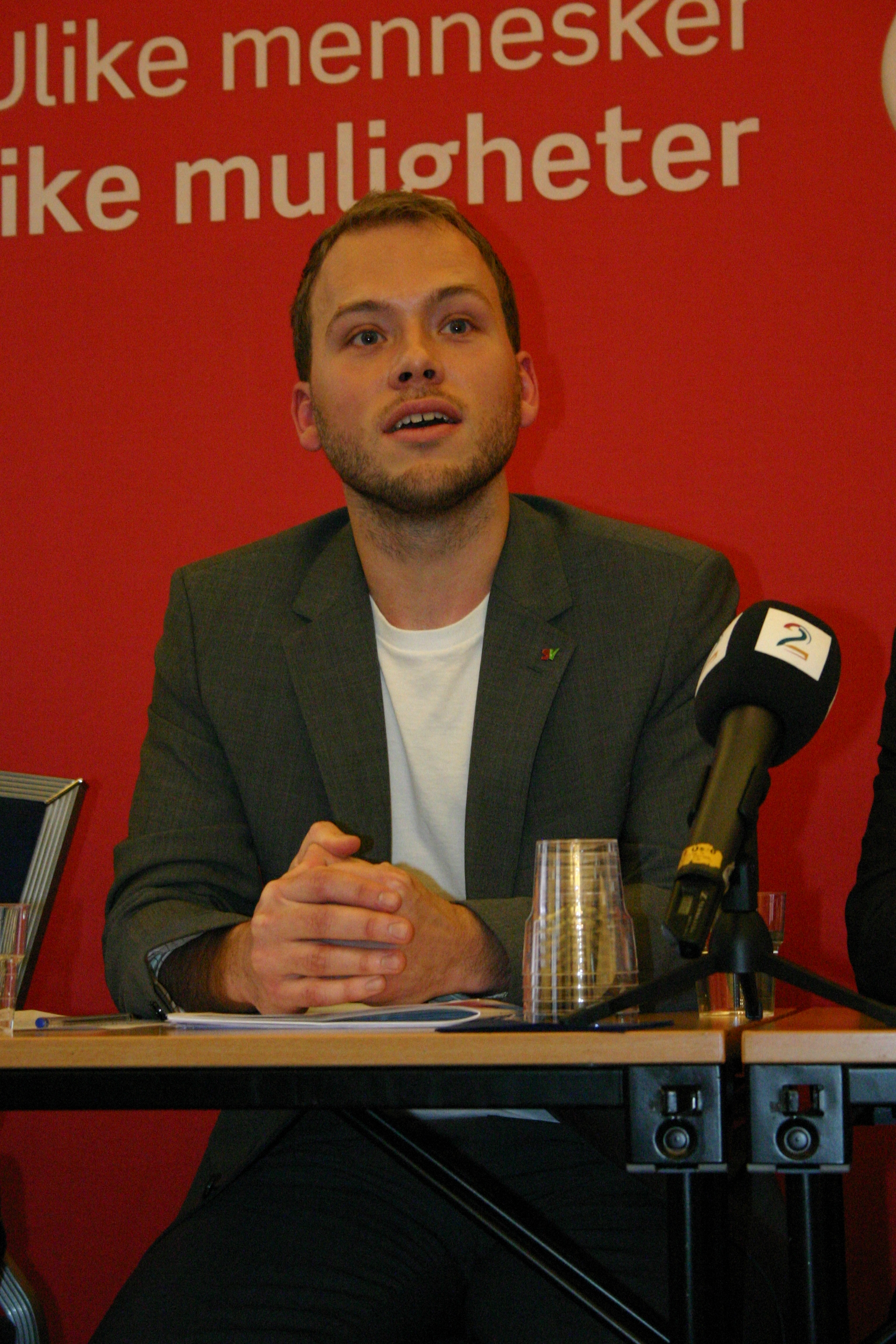
Аудун Лісбаккен, лідер Соціалістичної лівої партії.

На парламентських виборах 2009 року Соціалістична ліва партія, незважаючи на оптимістичні результати опитувань (близько 10 %), втратила чотири місця, але все ж «Червоно-зелена коаліція» зберегла більшість. У новому уряді партія отримала 4 місця, так само, як і Партія Центру. СЛП поступилася Робочій партії пост міністра фінансів, щоб зберегти контроль над міністерством освіти і наукових досліджень. Після місцевих виборів 2011 року, на яких за партію проголосувало лише трохи більше 4 % виборців, Халворсен оголосила, що в 2012 році покине пост лідера партії. Її змінив революційний марксист Аудун Лісбаккен, незадовго до цього подав відставку з поста міністра в справах дітей і рівності.

## Ідеологія
З моменту свого створення, Соціалістична ліва партія позиціонує себе як соціалістична. Конкретніше, її відносили до демократичних соціалістів, екосоціалістів, лівих соціал-демократів і марксистів. Всередині неї присутні і більш радикальні активісти, включаючи членів троцькістської організації Міжнародна ліга Норвегії.
Як і її попередники, Соціалістична народна партія і Інформаційний комітет Руху трудящих проти членства Норвегії в Європейському співтоваристві, партія виступає за державу загального добробуту, при якому в Норвегії не буде соціальної несправедливості. З цією метою вона підтримує підвищені податки багатих і негативно ставиться до перспективи вступу до Євросоюзу (за словами колишнього лідера Соціалістичної народної патртії Фінна Густавс, ця організація показала, наскільки «злим і безглуздим» є в дійсності капіталізм). За даними опитування 2002 року, лише чверть членів Соціалістичної лівої партії хотіли б приєднатися до Європейського Союзу.

### Безкоштовна освіта
Після обрання лідером партії Крістін Халворсен однією з основних тем лівих соціалістів стали проблеми освіти. Цей пріоритет зберігся і в урядовій коаліції — посаду міністра освіти і наукових досліджень по черзі займали представники СЛП Ойстейн Д'юпедал, Бард Вегара Солхйелл і Крістін Халворсен. Соціалістична ліва партія вважає неприйнятною комерціалізацію освітньої сфери і успішно відстоює загальну безкоштовну освіту. Партія наполягає, що кожна людина має право на вільний доступ до дитячих садків і виступає за скорочення кількості приватних шкіл або навіть їх повну націоналізацію. На думку лівих соціалістів, державні школи, фінансовані урядом, допомагають «згладити соціальну нерівність», а також «вирівняти соціальні відмінності» між етнічними меншинами. Партія захищає подальше збільшення фінансування державних шкіл, вказуючи, що це дозволить зменшити кількість учнів на одного вчителя, і, отже, підвищити якість освіти. З ініціативи соціалістів після приходу до влади «Червоно-зеленої коаліції» шкільні підручники стали безкоштовними.

### Екологія і фемінізм
Велика увага партія приділяє питанням захисту навколишнього середовища. Під час парламентських виборів 2009 року ліві соціалісти позиціонували себе як «найбільшу» і «найсильнішу» партію зелених в Норвегії. У той же час, в партії є розбіжності з приводу буріння нафтових свердловин на Лофотенських островах і Вестеролені, хоча більшість висловлюється різко проти. Лідер партії Крістін Халворсен назвала політику «Червоно-зеленої коаліції» в області навколишнього середовища однією з «найрадикальніших в Європі». В уряді Столтенберга за екологічний напрям відповідає колишній лідер соціалістів Ерік Солхейм.

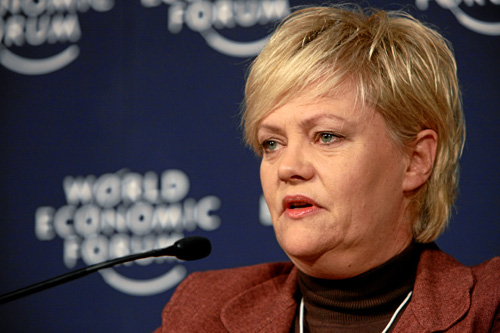
Крістін Халворсен

В останні роки партія пропагує себе як феміністська, виступаючи за суспільство рівних можливостей для жінок і чоловіків, в якому забезпечені рівний соціальний статус і рівна оплата праці. Під час парламентських виборів 2005 року молодіжне крило партії включило в число чотирьох основних питань боротьбу з сексуальними домаганнями. За даними опитування газети «Klassekampen» (органу партії «Червоні»), проведеного в січні 2005 року серед 150 з 169 депутатів Стортингу, Соціалістична ліва і Ліберальна партії були визнані феміністськими в парламенті, а Партія прогресу — найменш феміністською. За словами Арілд Стоккан-Гранде, в партійних органах соціалістів жінок більше, ніж чоловіків.

### Інтеграція іммігрантів
У 1992 році Лісбет Холанд з Соціалістичної лівої партії запропонувала зрівняти вихідців з неєвропейських країн з громадянами ЄС в правах на в'їзд в країну, після чого на неї обрушилася критика консерваторів. Згідно з опитуваннями 1999 і 2009 років Соціалістична ліва партія незмінно визнається найбільш дружньою до іммігрантів парламентською партією. 82,9 % членів Соціалістичної лівої партії висловилися на підтримку імміграції в країну — великі показники були тільки серед членів позапарламентської лівої партії «Червоні». У той же час, майже третина виборців Соціалістичної лівої партії не хотіли б жити в районі з великою кількістю іммігрантів. Підтримка партії серед іммігрантів впала з 25 % в 2005 році до 6 % в 2009 році. Норвезько-сомалійський письменник Амаль Аденський пояснив, що «ми не отримуємо нічого від політики лівих соціалістів. Вони кажуть, що все добре, і це все одно не працює».
Ліві соціалісти вважають, що соціальна рівність в Норвегії можна досягти тільки через етнічну рівність, вважаючи, що країна буде еволюціонувати в більш мультикультурне суспільство.

### Зовнішня політика
У більшості питань зовнішньої політики партія виступає проти військових дій і військово-політичних блоків. Так, ліві соціалісти були різко проти вторгнення США до Афганістану та Іраку. При цьому, очолюване Халворсен керівництво партії, хоча і не в повному складі, підтримало військові дії в Косові. Одночасно більшість членів зберегли вірність споконвічним пацифістським принципам СЛП. Так, партійне відділення в Акерсхусі вимагало мирного вирішення за участю ООН і назвало операцію «терористичними бомбардуваннями НАТО», вважаючи, що вона ознаменувала собою перший випадок в історії, коли Норвегія напала на іншу країну. Під час запеклої внутріпартійної дискусії Халворсен загрожувала піти у відставку, якщо партійна опозиція не відступить від своїх вимог.

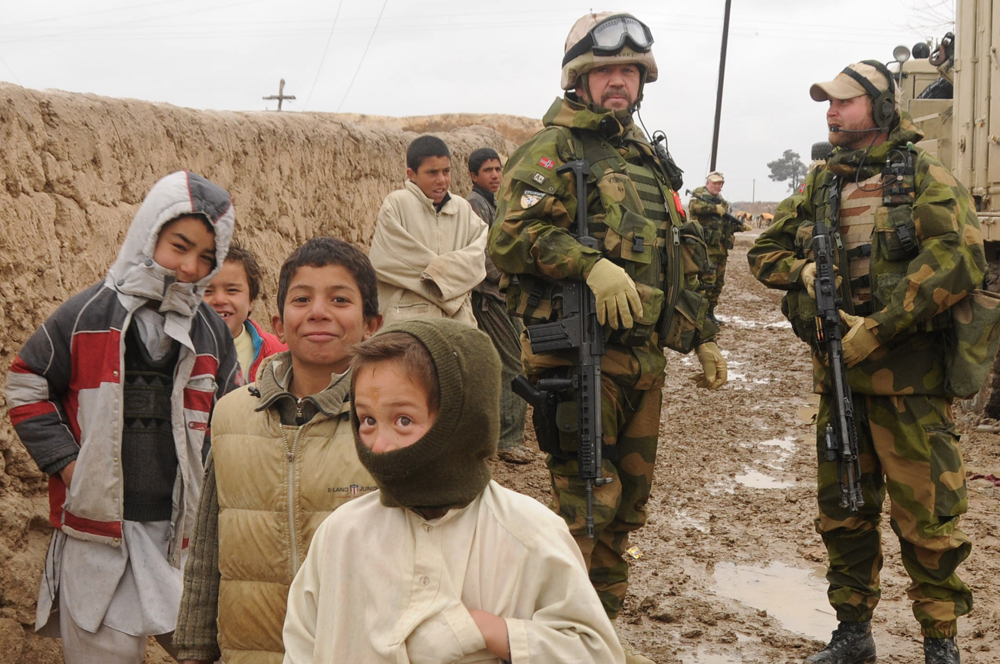
Норвезькі солдати Міжнародної сили сприяння безпеці в Мазарі-Шарифі; 4 лютого 2009 року

Після вступу в «Червоно-зелену коаліцію» в 2005 році партія дещо змінила своє ставлення до військових операцій НАТО, запропонувавши в 2008 році створити «нову стратегію» для норвезьких збройних сил, розташованих в Афганістані. Подібна позиція викликає сильну критику керівництва всередині партії. Незадоволені (особливо відділення СЛП в Бергені) вимагали виведення контингенту з Афганістану. Незважаючи на підтримку дій НАТО в Афганістані, Соціалістична ліва партія виступила проти відправки додаткових солдатів в регіон.
У 2011 році молодий музикант Снорре Вален, обраний в Стортинг від Соціалістичної лівої партії, запропонував номінувати Джуліана Ассанжа на Нобелівську премію миру за внесок в «боротьбу за права людини, демократію і свободу слова».
У 2022 році після початку повномасштабного вторгнення Росії в Україну засудила дії Росії та висловила солідарність з Україною.

## Членство і структура
Максимальна кількість членів в Соціалістичній лівій партії було зафіксовано в 2005 році — 10 500 осіб. Пізніше число членів партії скоротилася і в 2008 році в партії значилося 9 500 осіб.
Вищим керівним органом партії є національна конвенція (landsmøtet), що збирається раз на два роки. Між конвенціями партією керує національне правління (landsstyret) і центральне правління (sentralstyret). Шестеро членів правління обираються прямим голосуванням на конвенції, ще кілька людей є постійними членами, інші обираються регіональними організаціями. Правління збирається приблизно шість разів на рік для розгляду поточних політичних і організаційних питань. Центральний Комітет управляє партією в проміжний період між засіданнями Правління. Комітет складається з лідера партії, двох його заступників, секретаря партії, лідера парламентської фракції, лідера «Соціалістичної молоді» (Sosialistisk Ungdom, SU) і ще п'яти інших членів. Лідер партії обирається на конвенції на два роки. СЛП складалася з губернських округів (fylkeslaget), губернські округу з локальних округів (lokallaget), вищі органи губернських округів — губернські окружні річні збори (fylkeslagets årsmøte), між губернськими окружними річними зборами — губернські окружні правління (fylkeslagets styre), вищі органи локальних округів — локальні окружні річні збори (lokallagets årsmøte), між локальними окружними річними зборами — локальні окружні правління (lokallagets styre).
На даний момент партію очолюють Крістін Халворсен (Kristin Halvorsen) і два її заступника, Аудун Люсбаккен (Audun Lysbakken) і Борд Вегара Сулх'елл (Bård Vegar Solhjell, він також очолює парламентську фракцію партії), а секретарем партії є Сильї Шей Твейтдал (Silje Schei Tveitdal).

## Представництво у Стортингу
| Рік  | % голосів | місць    |
| ---- | --------- | -------- |
| 1973 | 11,2 %    | 16 з 155 |
| 1977 | 4,2 %     | 2 з 155  |
| 1981 | 4,9 %     | 4 з 155  |
| 1985 | 5,5 %     | 6 з 157  |
| 1989 | 10,1 %    | 17 з 165 |
| 1993 | 7,9 %     | 13 з 165 |
| 1997 | 6,0 %     | 9 з 165  |
| 2001 | 12,5 %    | 23 з 165 |
| 2005 | 8,8 %     | 15 з 169 |
| 2009 | 6,2 %     | 11 з 169 |
| 2013 | 4,1 %     | 7 з 169  |
| 2017 | 6,0 %     | 11 з 169 |

## Міжнародні організації
Соціалістична ліва партія є членом Північного альянсу зелених і лівих.